# Segunda Categoría de Manabí 2019
El Campeonato Provincial de Fútbol de Segunda Categoría de Manabí 2019 fue un torneo de fútbol en Ecuador en el cual compitieron equipos de la Provincia de Manabí. El torneo fue organizado por la Asociación de Fútbol No Amateur de Manabí (AFNAM) y avalado por la Federación Ecuatoriana de Fútbol. El torneo empezó el 20 de abril de 2019 y finalizó el 21 de julio de 2019. Participaron 19 clubes de fútbol y entregó 2 cupos al zonal de ascenso de la Segunda Categoría 2019 por el ascenso a la Serie B, además el campeón provincial clasificó a la primera fase de la Copa Ecuador 2020, cabe recordar como anécdota que las escuadras del Deportivo del Valle y Cristo Rey no iban a participar en un principio por problemas con la propia AsoManabí pero al final  arreglaron dicho problema pero tuvieron que participar a partir de la 2ª etapa con los 8 equipos restantes que lograron clasificarse por medio de la 1ª etapa.

## Sistema de campeonato
El sistema determinado por la Asociación de Fútbol No Amateur de Manabí consistirá inicialmente en 3 fases de la siguiente manera:
- Primera etapa: Los 19 clubes se dividieron en 4 grupos (3 grupos de 5 clubes y 1 de 4 clubes), jugarán todos contra todos, los clubes que terminarán primero y segundo en cada grupo clasificarán a la segunda etapa,  en los cuatro grupos se jugará ida y vuelta.

- Segunda etapa:los 10 equipos se dividieron en 2 grupos de 5 equipo cada uno jugarán todos contra todos, los clubes que terminarán primero y segundo en cada grupo clasificarán a la semifinales

- Semifinales: Con los clasificados de la etapa anterior (4 equipos) se jugaran en encuentros de ida y vuelta los ganadores de cada llaves se clasificaran para la final

- Final: Con los clasificados de la etapa anterior (2 equipos) se jugaran en encuentros de ida y vuelta en la cual ambas escuadras se clasificaran a los zonales de Segunda Categoría 2019 y el campeón se clasificara a la Copa Ecuador 2020.

## Equipos participantes
| Equipos participantes                            | Equipos participantes | Equipos participantes                              |
| ------------------------------------------------ | --------------------- | -------------------------------------------------- |
|                                                  |                       |                                                    |
| Equipo                                           | Ciudad                | Estadio                                            |
| Club Deportivo Ciudad de Pedernales              | Pedernales            | Estadio Maximino Puertas                           |
| Club Social y Cultural y Deportivo Magaly Masson | El Carmen             | Estadio Isauro Cevallos Muñoz                      |
| Mamey Fútbol Club                                | Jama                  | Estadio Arnulfo Cevallos Intriago                  |
| Club Universitario Cañita Sport                  | Portoviejo            | Estadio Universitario (UTM)                        |
| Germud Fútbol Club                               | Pichincha             | Estadio de la Liga Deportiva Cantonal de Pichincha |
| Club Deportivo Grecia                            | Chone                 | Estadio Homero Andrade                             |
| Club Deportivo Politécnico de Manabí             | Calceta               | Estadio Complejo ESPAM                             |
| Club Social, Cultural y Deportivo Halley         | Jipijapa              | Estadio Arturo Zavála Ramírez                      |
| Club Deportivo Los Canarios                      | Jipijapa              | Estadio Arturo Zavála Ramírez                      |
| Club Atlético Manabí                             | Manta                 | Estadio Jocay                                      |
| Club Social y Deportivo Colón                    | Portoviejo            | Estadio JJ Cárdenas                                |
| Juventud Italiana                                | Manta                 | Estadio Jocay                                      |
| Club Deportivo Atlético Nacional                 | Rocafuerte            | Estadio Los Azules                                 |
| Club Deportivo La Paz                            | Manta                 | Estadio Jocay                                      |
| Club Social y Deportivo Peñarol                  | Chone                 | Estadio Homero Andrade                             |
| Club Deportivo Mao Sport                         | Portoviejo            | Estadio Rancho Rojo                                |
| Galácticos Fútbol Club                           | Montecristi           | Estadio Metropolitano Eloy Alfaro                  |
| Calceta Fútbol Club                              | Calceta               | Estadio Juan Manuel Álava                          |
| Club Malecón                                     | Santa Ana             | Estadio Baltazar Guevara                           |

## Equipos por cantón
| Cantón                                                | N.º | Equipos                                        |
| ----------------------------------------------------- | --- | ---------------------------------------------- |
| [[Archivo:\|20x20px\|border\|Bandera de Manta]] Manta | 3   | - Atlético Manabí - Juventud Italiana - La Paz |
| Portoviejo                                            | 2   | - Cañita Sport - Mao Sport                     |
| Bolívar                                               | 2   | - Politécnico - Calceta F.C.                   |
| Chone                                                 | 2   | - Peñarol - Grecia                             |
| El Carmen                                             | 1   | - Magaly Masson                                |
| Jama                                                  | 1   | - Mamey F.C.                                   |
| Rocafuerte                                            | 1   | - Atlético Nacional                            |
| Puerto López                                          | 1   | - Los Canarios                                 |
| Pedernales                                            | 1   | - Ciudad de Pedernales                         |
| Montecristi                                           | 1   | - Galácticos F.C.                              |
| Pichincha                                             | 1   | - Germud F.C.                                  |
| Santa Ana                                             | 1   | - Malecón                                      |
| Jipijapa                                              | 1   | - Halley                                       |

## Primera etapa

### Grupo 1

#### Clasificación
| Pos. | Equipo                                                            | Pts. | PJ | G | E | P | GF | GC | Dif. | Clasificación |
| ---- | ----------------------------------------------------------------- | ---- | -- | - | - | - | -- | -- | ---- | ------------- |
| 1    | Deportivo Colón                                                   | 17   | 8  | 5 | 2 | 1 | 14 | 7  | +7   | Segunda etapa |
| 2    | [[Archivo:\|20x20px\|border\|Bandera de Manta]] Juventud Italiana | 14   | 8  | 4 | 2 | 2 | 11 | 7  | +4   | Segunda etapa |
| 3    | Mamey                                                             | 12   | 8  | 3 | 3 | 2 | 12 | 10 | +2   |               |
| 4    | Malecón                                                           | 8    | 7  | 2 | 2 | 3 | 4  | 7  | −3   |               |
| 5    | Ciudad de Pedernales                                              | 1    | 7  | 0 | 1 | 6 | 7  | 17 | −10  |               |

Actualizado a los partidos jugados el 22 de mayo de 2019.
 Fuente: FEF
Criterios de clasificación: 1) Puntos; 2) Diferencia de goles; 3) Goles marcados

#### Evolución de la clasificación
| Equipo / Jornada                                                  | 01 | 02 | 03 | 04 | 05 | 06 | 07 | 08 | 09 | 10 |
| ----------------------------------------------------------------- | -- | -- | -- | -- | -- | -- | -- | -- | -- | -- |
| Deportivo Colón                                                   | 5  | 3  | 3  | 3  | 3  | 2  | 1  | 2  | 2  | 1  |
| [[Archivo:\|20x20px\|border\|Bandera de Manta]] Juventud Italiana | 1  | 4  | 1  | 2  | 1  | 1  | 2  | 1  | 1  | 2  |
| Mamey                                                             | 3  | 2  | 4  | 4  | 4  | 4  | 3  | 3  | 3  | 3  |
| Malecón                                                           | 2  | 1  | 2  | 1  | 2  | 3  | 4  | 4  | 4  | 4  |
| Ciudad de Pedernales                                              | 4  | 5  | 5  | 5  | 5  | 5  | 5  | 5  | 5  | 5  |

#### Resultados
| Juventud Italiana | 2 - 1    | Deportivo Colón      | Complejo Galáctico | 20 de abril | 16:00    |
| Malecón           | 2 - 1    | Ciudad de Pedernales | JJ Cárdenas        | 20 de abril | 16:00    |
| Libre:            | Mamey FC | Mamey FC             | Mamey FC           | Mamey FC    | Mamey FC |

| Mamey FC             | 1 - 0   | Juventud Italiana | Luis Arnulfo Cevallos | 24 de abril | 16:00   |
| Ciudad de Pedernales | 0 - 1   | Deportivo Colón   | Maximino Puertas      | 25 de abril | 16:00   |
| Libre:               | Malecón | Malecón           | Malecón               | Malecón     | Malecón |

| Juventud Italiana | 4 - 1           | Ciudad de Pedernales | Universidad Eloy Alfaro | 27 de abril     | 12:45           |
| Malecón           | 1 - 0           | Mamey FC             | Baltazar Guevara        | 27 de abril     | 16:00           |
| Libre:            | Deportivo Colón | Deportivo Colón      | Deportivo Colón         | Deportivo Colón | Deportivo Colón |

| Malecón  | 0 - 0             | Deportivo Colón      | Baltazar Guevara      | 1 de mayo         | 16:00             |
| Mamey FC | 0 - 0             | Ciudad de Pedernales | Luis Arnulfo Cevallos | 1 de mayo         | 16:00             |
| Libre:   | Juventud Italiana | Juventud Italiana    | Juventud Italiana     | Juventud Italiana | Juventud Italiana |

| Juventud Italiana | 2 - 1                | Malecón              | Universidad Eloy Alfaro | 4 de mayo            | 12:45                |
| Deportivo Colón   | 2 - 2                | Mamey FC             | 30 de Septiembre        | 5 de mayo            | 12:00                |
| Libre:            | Ciudad de Pedernales | Ciudad de Pedernales | Ciudad de Pedernales    | Ciudad de Pedernales | Ciudad de Pedernales |

| Malecón  | 0 - 0                | Juventud Italiana    | Baltazar Guevara      | 8 de mayo            | 16:00                |
| Mamey FC | 2 - 3                | Deportivo Colón      | Luis Arnulfo Cevallos | 8 de mayo            | 16:00                |
| Libre:   | Ciudad de Pedernales | Ciudad de Pedernales | Ciudad de Pedernales  | Ciudad de Pedernales | Ciudad de Pedernales |

| Deportivo Colón      | 2 - 0             | Malecón           | Reales Tamarindos | 11 de mayo        | 12:00             |
| Ciudad de Pedernales | 3 - 4             | Mamey FC          | Maximino Puertas  | 12 de mayo        | 15:30             |
| Libre:               | Juventud Italiana | Juventud Italiana | Juventud Italiana | Juventud Italiana | Juventud Italiana |

| Mamey FC             | 2 - 0           | Malecón           | Luis Arnulfo Cevallos | 15 de mayo      | 16:00           |
| Ciudad de Pedernales | 1 - 2           | Juventud Italiana | Maximino Puertas      | 16 de mayo      | 16:00           |
| Libre:               | Deportivo Colón | Deportivo Colón   | Deportivo Colón       | Deportivo Colón | Deportivo Colón |

| Deportivo Colón   | 4 - 1   | Ciudad de Pedernales | Reales Tamarindos  | 19 de mayo | 11:30   |
| Juventud Italiana | 1 - 1   | Mamey FC             | Complejo Galáctico | 19 de mayo | 12:00   |
| Libre:            | Malecón | Malecón              | Malecón            | Malecón    | Malecón |

| Deportivo Colón      | 1 - 0    | Juventud Italiana | Reales Tamarindos | 22 de mayo     | 15:00          |
| Ciudad de Pedernales | -        | Malecón           | No se programó    | No se programó | No se programó |
| Libre:               | Mamey FC | Mamey FC          | Mamey FC          | Mamey FC       | Mamey FC       |

### Grupo 2

#### Clasificación
| Pos. | Equipo        | Pts. | PJ | G | E | P | GF | GC | Dif. | Clasificación |
| ---- | ------------- | ---- | -- | - | - | - | -- | -- | ---- | ------------- |
| 1    | Politécnico   | 18   | 7  | 6 | 0 | 1 | 23 | 7  | +16  | Segunda etapa |
| 2    | Magaly Masson | 13   | 7  | 4 | 1 | 2 | 13 | 9  | +4   | Segunda etapa |
| 3    | Los Canarios  | 8    | 7  | 2 | 2 | 3 | 13 | 19 | −6   |               |
| 4    | Halley        | 7    | 7  | 2 | 1 | 4 | 17 | 15 | +2   |               |
| 5    | Calceta       | 6    | 8  | 2 | 0 | 6 | 11 | 27 | −16  |               |

Actualizado a los partidos jugados el 19 de mayo de 2019.
 Fuente: FEF
Criterios de clasificación: 1) Puntos; 2) Diferencia de goles; 3) Goles marcados

#### Evolución de la clasificación
| Equipo / Jornada | 01 | 02 | 03 | 04 | 05 | 06 | 07 | 08 | 09 | 10 |
| ---------------- | -- | -- | -- | -- | -- | -- | -- | -- | -- | -- |
| Politécnico      | 1  | 1  | 1  | 2  | 1  | 1  | 2  | 1  | 1  | 1  |
| Magaly Masson    | 2  | 3  | 3  | 1  | 2  | 2  | 1  | 2  | 2  | 2  |
| Los Canarios     | 3  | 4  | 4  | 4  | 5  | 5  | 4  | 3  | 3  | 3  |
| Halley           | 5  | 5  | 5  | 5  | 4  | 4  | 5  | 5  | 4  | 4  |
| Calceta          | 4  | 2  | 2  | 3  | 3  | 3  | 3  | 4  | 5  | 5  |

#### Resultados
| Los Canarios | 1 - 1      | Magaly Masson | Virgilio Muñoz | 20 de abril | 16:00      |
| Politécnico  | 4 - 2      | Halley        | ESPAM          | 20 de abril | 16:00      |
| Libre:       | Calceta FC | Calceta FC    | Calceta FC     | Calceta FC  | Calceta FC |

| Calceta FC   | 1 - 0         | Halley        | Flavio Alfaro  | 24 de abril   | 14:30         |
| Los Canarios | 0 - 5         | Politécnico   | Virgilio Muñoz | 24 de abril   | 16:00         |
| Libre:       | Magaly Masson | Magaly Masson | Magaly Masson  | Magaly Masson | Magaly Masson |

| Calceta FC    | 3 - 0  | Los Canarios | Flavio Alfaro   | 27 de abril | 15:00  |
| Magaly Masson | 1 - 0  | Politécnico  | Isauro Cevallos | 28 de abril | 16:00  |
| Libre:        | Halley | Halley       | Halley          | Halley      | Halley |

| Halley        | 2 - 2       | Los Canarios | Arturo Zavála   | 1 de mayo   | 16:00       |
| Magaly Masson | 4 - 2       | Calceta FC   | Isauro Cevallos | 1 de mayo   | 16:00       |
| Libre:        | Politécnico | Politécnico  | Politécnico     | Politécnico | Politécnico |

| Politécnico | 6 - 0        | Calceta FC    | ESPAM         | 4 de mayo    | 16:00        |
| Halley      | 2 - 1        | Magaly Masson | Arturo Zavála | 5 de mayo    | 16:00        |
| Libre:      | Los Canarios | Los Canarios  | Los Canarios  | Los Canarios | Los Canarios |

| Calceta FC    | 1 - 2        | Politécnico  | Flavio Alfaro   | 8 de mayo    | 14:30        |
| Magaly Masson | 2 - 1        | Halley       | Isauro Cevallos | 8 de mayo    | 16:00        |
| Libre:        | Los Canarios | Los Canarios | Los Canarios    | Los Canarios | Los Canarios |

| Calceta FC   | 0 - 2       | Magaly Masson | Flavio Alfaro  | 11 de mayo  | 11:30       |
| Los Canarios | 3 - 2       | Halley        | Virgilio Muñoz | 11 de mayo  | 16:00       |
| Libre:       | Politécnico | Politécnico   | Politécnico    | Politécnico | Politécnico |

| Los Canarios | 6 - 2  | Calceta FC    | Virgilio Muñoz | 15 de mayo | 16:00  |
| Politécnico  | 3 - 2  | Magaly Masson | ESPAM          | 15 de mayo | 16:00  |
| Libre:       | Halley | Halley        | Halley         | Halley     | Halley |

| Politécnico | 4 - 1         | Los Canarios  | ESPAM         | 18 de mayo    | 16:00         |
| Halley      | 8 - 2         | Calceta FC    | Arturo Zavála | 19 de mayo    | 16:00         |
| Libre:      | Magaly Masson | Magaly Masson | Magaly Masson | Magaly Masson | Magaly Masson |

| Magaly Masson | -          | Los Canarios | No se programó | No se programó | No se programó |
| Halley        | -          | Politécnico  | No se programó | No se programó | No se programó |
| Libre:        | Calceta FC | Calceta FC   | Calceta FC     | Calceta FC     | Calceta FC     |

### Grupo 3

#### Clasificación
| Pos. | Equipo                                                          | Pts. | PJ | G | E | P | GF | GC | Dif. | Clasificación       |
| ---- | --------------------------------------------------------------- | ---- | -- | - | - | - | -- | -- | ---- | ------------------- |
| 1    | [[Archivo:\|20x20px\|border\|Bandera de Manta]] La Paz          | 21   | 8  | 7 | 0 | 1 | 45 | 1  | +44  | Segunda etapa       |
| 2    | Cañita Sport                                                    | 21   | 8  | 7 | 0 | 1 | 26 | 6  | +20  | Segunda etapa       |
| 3    | Mao Sport                                                       | 12   | 8  | 4 | 0 | 4 | 13 | 25 | −12  |                     |
| 4    | [[Archivo:\|20x20px\|border\|Bandera de Manta]] Atlético Manabí | 6    | 8  | 2 | 0 | 6 | 9  | 37 | −28  |                     |
| 5    | Germud                                                          | 0    | 8  | 0 | 0 | 8 | 0  | 24 | −24  | Perdió la categoría |

Actualizado a los partidos jugados el 22 de mayo de 2019.
 Fuente: FEF
Criterios de clasificación: 1) Puntos; 2) Diferencia de goles; 3) Goles marcados

#### Evolución de la clasificación
| Equipo / Jornada                                                | 01 | 02 | 03 | 04 | 05 | 06 | 07 | 08 | 09 | 10 |
| --------------------------------------------------------------- | -- | -- | -- | -- | -- | -- | -- | -- | -- | -- |
| [[Archivo:\|20x20px\|border\|Bandera de Manta]] La Paz          | 4  | 4  | 2  | 2  | 2  | 1  | 1  | 1  | 2  | 1  |
| Cañita Sport                                                    | 2  | 1  | 1  | 1  | 1  | 2  | 2  | 2  | 1  | 2  |
| Mao Sport                                                       | 3  | 2  | 3  | 3  | 3  | 3  | 3  | 3  | 3  | 3  |
| [[Archivo:\|20x20px\|border\|Bandera de Manta]] Atlético Manabí | 1  | 3  | 4  | 4  | 4  | 4  | 4  | 4  | 4  | 4  |
| Germud                                                          | 5  | 5  | 5  | 5  | 5  | 5  | 5  | 5  | 5  | 5  |

#### Resultados
| La Paz | 0 - 1     | Cañita Sport    | San Lorenzo      | 20 de abril | 10:00     |
| Germud | 0 - 3     | Atlético Manabí | LDC de Pichincha | 20 de abril | 16:00     |
| Libre: | Mao Sport | Mao Sport       | Mao Sport        | Mao Sport   | Mao Sport |

| Mao Sport    | 3 - 0  | Germud          | Colisa     | 24 de abril | 11:00  |
| Cañita Sport | 9 - 0  | Atlético Manabí | La Rotonda | 24 de abril | 16:00  |
| Libre:       | La Paz | La Paz          | La Paz     | La Paz      | La Paz |

| La Paz       | 12 - 0 | Atlético Manabí | San Lorenzo | 27 de abril | 12:00  |
| Cañita Sport | 5 - 0  | Mao Sport       | La Rotonda  | 27 de abril | 12:00  |
| Libre:       | Germud | Germud          | Germud      | Germud      | Germud |

| Mao Sport | 0 - 3           | La Paz          | Complejo Galáctico | 1 de mayo       | 16:00           |
| Germud    | 0 - 3           | Cañita Sport    | Cancelado          | Cancelado       | Cancelado       |
| Libre:    | Atlético Manabí | Atlético Manabí | Atlético Manabí    | Atlético Manabí | Atlético Manabí |

| Atlético Manabí | 2 - 3        | Mao Sport    | Colegio 5 de Julio | 4 de mayo    | 11:00        |
| Germud          | 0 - 3        | La Paz       | Cancelado          | Cancelado    | Cancelado    |
| Libre:          | Cañita Sport | Cañita Sport | Cañita Sport       | Cañita Sport | Cañita Sport |

| Mao Sport | 2 - 0        | Atlético Manabí | Colisa       | 8 de mayo    | 16:00        |
| La Paz    | 3 - 0        | Germud          | Cancelado    | Cancelado    | Cancelado    |
| Libre:    | Cañita Sport | Cañita Sport    | Cañita Sport | Cañita Sport | Cañita Sport |

| La Paz       | 12 - 0          | Mao Sport       | San Lorenzo     | 11 de mayo      | 15:00           |
| Cañita Sport | 3 - 0           | Germud          | Cancelado       | Cancelado       | Cancelado       |
| Libre:       | Atlético Manabí | Atlético Manabí | Atlético Manabí | Atlético Manabí | Atlético Manabí |

| Atlético Manabí | 0 - 9  | La Paz       | Colegio 5 de Julio | 15 de mayo | 16:00  |
| Mao Sport       | 2 - 3  | Cañita Sport | Colisa             | 15 de mayo | 16:00  |
| Libre:          | Germud | Germud       | Germud             | Germud     | Germud |

| Atlético Manabí | 1 - 2  | Cañita Sport | Colegio 5 de Julio | 18 de mayo | 11:00     |
| Germud          | 0 - 3  | Mao Sport    | Cancelado          | Cancelado  | Cancelado |
| Libre:          | La Paz | La Paz       | La Paz             | La Paz     | La Paz    |

| Cañita Sport    | 0 - 3     | La Paz    | La Rotonda | 22 de mayo | 16:00     |
| Atlético Manabí | 3 - 0     | Germud    | Cancelado  | Cancelado  | Cancelado |
| Libre:          | Mao Sport | Mao Sport | Mao Sport  | Mao Sport  | Mao Sport |

### Grupo 4

#### Clasificación
| Pos. | Equipo            | Pts. | PJ | G | E | P | GF | GC | Dif. | Clasificación |
| ---- | ----------------- | ---- | -- | - | - | - | -- | -- | ---- | ------------- |
| 1    | Grecia            | 15   | 5  | 5 | 0 | 0 | 21 | 4  | +17  | Segunda etapa |
| 2    | Peñarol           | 9    | 5  | 3 | 0 | 2 | 12 | 7  | +5   | Segunda etapa |
| 3    | Galácticos        | 3    | 5  | 1 | 0 | 4 | 8  | 15 | −7   |               |
| 4    | Atlético Nacional | 3    | 5  | 1 | 0 | 4 | 5  | 20 | −15  |               |

Actualizado a los partidos jugados el 18 de mayo de 2019.
 Fuente: FEF
Criterios de clasificación: 1) Puntos; 2) Diferencia de goles; 3) Goles marcados

#### Evolución de la clasificación
| Equipo / Jornada  | 01 | 02 | 03 | 04 | 05 | 06 |
| ----------------- | -- | -- | -- | -- | -- | -- |
| Grecia            | 1  | 1  | 1  | 1  | 1  | 1  |
| Peñarol           | 2  | 2  | 2  | 2  | 2  | 2  |
| Galácticos        | 3  | 4  | 4  | 4  | 3  | 3  |
| Atlético Nacional | 4  | 3  | 3  | 3  | 4  | 4  |

#### Resultados
| Peñarol           | 5 - 1  | Galácticos FC | Homero Andrade          | 20 de abril | 16:00 |
| Atlético Nacional | 0 - 10 | Grecia        | Municipal de Rocafuerte | 20 de abril | 16:00 |

| Galácticos FC | 2 - 3 | Atlético Nacional | Complejo Galáctico | 27 de abril | 10:00 |
| Grecia        | 2 - 1 | Peñarol           | Homero Andrade     | 27 de abril | 16:00 |

| Galácticos FC | 1 - 5 | Grecia            | Complejo Galáctico | 4 de mayo | 10:00 |
| Peñarol       | 3 - 2 | Atlético Nacional | Homero Andrade     | 4 de mayo | 16:00 |

| Grecia            | 2 - 1 | Galácticos FC | Homero Andrade          | 11 de mayo | 16:00 |
| Atlético Nacional | 0 - 2 | Peñarol       | Municipal de Rocafuerte | 11 de mayo | 16:00 |

| Atlético Nacional | 0 - 3 | Galácticos FC | Municipal de Rocafuerte | 18 de mayo | 16:00 |
| Peñarol           | 1 - 2 | Grecia        | Homero Andrade          | 18 de mayo | 16:00 |

| Galácticos FC | - | Peñarol           | No se programó | No se programó | No se programó |
| Grecia        | - | Atlético Nacional | No se programó | No se programó | No se programó |

## Segunda etapa

### Grupo A

#### Clasificación
| Pos. | Equipo                                                            | Pts. | PJ | G | E | P | GF | GC | Dif. | Clasificación |
| ---- | ----------------------------------------------------------------- | ---- | -- | - | - | - | -- | -- | ---- | ------------- |
| 1    | [[Archivo:\|20x20px\|border\|Bandera de Manta]] Juventud Italiana | 22   | 8  | 7 | 1 | 0 | 16 | 4  | +12  | Semifinales   |
| 2    | Peñarol                                                           | 19   | 8  | 6 | 1 | 1 | 26 | 8  | +18  | Semifinales   |
| 3    | Cañita Sport                                                      | 6    | 6  | 2 | 0 | 4 | 5  | 8  | −3   |               |
| 4    | Magaly Masson                                                     | 6    | 7  | 2 | 0 | 5 | 11 | 15 | −4   |               |
| 5    | Dep.del Valle                                                     | 0    | 7  | 0 | 0 | 7 | 7  | 33 | −26  |               |

Actualizado a los partidos jugados el 22 de mayo de 2019.
 Fuente: FEF
Criterios de clasificación: 1) Puntos; 2) Diferencia de goles; 3) Goles marcados

#### Evolución de la clasificación
| Equipo / Jornada                                                  | 01 | 02 | 03 | 04 | 05 | 06 | 07 | 08 | 09 | 10 |
| ----------------------------------------------------------------- | -- | -- | -- | -- | -- | -- | -- | -- | -- | -- |
| Peñarol                                                           |    |    |    |    |    |    |    |    |    |    |
| [[Archivo:\|20x20px\|border\|Bandera de Manta]] Juventud Italiana |    |    |    |    |    |    |    |    |    |    |
| Cañita Sport                                                      |    |    |    |    |    |    |    |    |    |    |
| Magaly Masson                                                     |    |    |    |    |    |    |    |    |    |    |
| Dep.del Valle                                                     |    |    |    |    |    |    |    |    |    |    |

#### Resultados
| Magaly Masson | 0 - 1         | Cañita Sport      | Isauro Cevallos | 26 de junio   | 16:00         |
| Peñarol       | 0 - 1         | Juventud Italiana | Homero Andrade  | 26 de junio   | 16:00         |
| Libre:        | Dep.del Valle | Dep.del Valle     | Dep.del Valle   | Dep.del Valle | Dep.del Valle |

| Juventud Italiana | 2 - 0   | Magaly Masson | Arturo Zavala Ramirez | 29 de mayo | 16:00   |
| Dep.del Valle     | 0 - 1   | Cañita Sport  | Jorge Bucheli         | 30 de mayo | 16:00   |
| Libre:            | Peñarol | Peñarol       | Peñarol               | Peñarol    | Peñarol |

| Juventud Italiana | 3 - 1        | Dep.del Valle | Arturo Zavala Ramirez | 1 de junio   | 14:00        |
| Magaly Masson     | 1 - 2        | Peñarol       | Isauro Cevallos Muñoz | 1 de junio   | 16:00        |
| Libre:            | Cañita Sport | Cañita Sport  | Cañita Sport          | Cañita Sport | Cañita Sport |

| Peñarol      | 1 - 5         | Dep.del Valle     | Homero Andrade | 5 de junio    | 16:00         |
| Cañita Sport | 1 - 2         | Juventud Italiana | La Rotonda     | 5 de junio    | 16:00         |
| Libre:       | Magaly Masson | Magaly Masson     | Magaly Masson  | Magaly Masson | Magaly Masson |

| Peñarol       | 3 - 1             | Cañita Sport      | Homero Andrade    | 8 de junio        | 16:00             |
| Dep.del Valle | 1 - 3             | Magaly Masson     | Reales Tamarindos | 9 de junio        | 12:00             |
| Libre:        | Juventud Italiana | Juventud Italiana | Juventud Italiana | Juventud Italiana | Juventud Italiana |

| Cañita Sport  | 1 - 2             | Peñarol           | Reales Tamarindos     | 12 de junio       | 16:00             |
| Magaly Masson | 7 - 1             | Dep.del Valle     | Isauro Cevallos Muños | 13 de junio       | 16:00             |
| Libre:        | Juventud Italiana | Juventud Italiana | Juventud Italiana     | Juventud Italiana | Juventud Italiana |

| Dep.del valle     | 2 - 8         | Peñarol       | Reales Tamarindos     | 15 de junio   | 09:00         |
| Juventud Italiana | 1 - 0         | Cañita Sport  | Arturo Zavala Ramirez | 15 de junio   | 16:30         |
| Libre:            | Magaly Masson | Magaly Masson | Magaly Masson         | Magaly Masson | Magaly Masson |

| Dep.del Valle | 1 - 6        | Juventud Italiana | Reales Tamarindos | 19 de junio  | 16:00        |
| Peñarol       | 5 - 2        | Magaly Masson     | Homero Andrade    | 19 de junio  | 16:00        |
| Libre:        | Cañita Sport | Cañita Sport      | Cañita Sport      | Cañita Sport | Cañita Sport |

| Magaly Masson | 0 - 3   | Juventud Italiana | Isauro Cevallos | 22 de junio    | 16:00          |
| Cañita Sport  | -       | Dep.del Valle     | No se programó  | No se programó | No se programó |
| Libre:        | Malecón | Malecón           | Malecón         | Malecón        | Malecón        |

| Juventud Italiana | 1 - 1         | Peñarol       | Jocay          | 26 de junio    | 15:00          |
| Cañita Sport      | -             | Magaly Masson | No se programó | No se programó | No se programó |
| Libre:            | Dep.del Valle | Dep.del Valle | Dep.del Valle  | Dep.del Valle  | Dep.del Valle  |

## Semifinales
| Fecha               | Lugar | Local             |                                                 | Resultado |                                                 | Visitante         |
| ------------------- | ----- | ----------------- | ----------------------------------------------- | --------- | ----------------------------------------------- | ----------------- |
| 29 de junio de 2019 | Chone | Peñarol           |                                                 | 0 – 0     | [[Archivo:\|20x20px\|border\|Bandera de Manta]] | La Paz            |
| 3 de julio de 2019  | Manta | La Paz            | [[Archivo:\|20x20px\|border\|Bandera de Manta]] | 2 – 0     |                                                 | Peñarol           |
| 29 de junio de 2019 | Chone | Grecia            |                                                 | 0 – 0     | [[Archivo:\|20x20px\|border\|Bandera de Manta]] | Juventud Italiana |
| 3 de julio de 2019  | Manta | Juventud Italiana | [[Archivo:\|20x20px\|border\|Bandera de Manta]] | 2 – 1     |                                                 | Grecia            |

## Final
| Fecha               | Lugar      | Local             |                                                 | Resultado |                                                 | Visitante         |
| ------------------- | ---------- | ----------------- | ----------------------------------------------- | --------- | ----------------------------------------------- | ----------------- |
| 6 de julio de 2019  | Portoviejo | Juventud Italiana | [[Archivo:\|20x20px\|border\|Bandera de Manta]] | 1 – 2     | [[Archivo:\|20x20px\|border\|Bandera de Manta]] | La Paz            |
| 13 de julio de 2019 | Manta      | La Paz            | [[Archivo:\|20x20px\|border\|Bandera de Manta]] | 2 – 1     | [[Archivo:\|20x20px\|border\|Bandera de Manta]] | Juventud Italiana |

## Campeón
| Archivo:Bandera de Manta.png |
| La Paz Campeón 1.° título Clasifica a los zonales de la Segunda Categoría 2019 y a la Copa Ecuador 2020 - También clasifica Juventud Italiana como vicecampeón. |